# Гвіздівці
Гвіздівці́ — село у Сокирянській міській громаді Дністровського району Чернівецької області України.

## Загальні відомості
Гвіздівці розташовані у Пруто-Дністровському міжріччі на україно-молдовському кордоні. Сусідні населені пункти Сокиряни, Коболчин, Сербичани, Романківці і молдовське село Клокушна. Село на цей час входить до складу Сокирянської міської об'єднаної територіальної громади Дністровського району Чернівецької області. Відстань до центру громади — міста Сокиряни 7 км, до районного центру — смт. Кельменці — приблизно 40 км, до обласного центру — міста Чернівці: 130 км.
Населення села — 1732 чоловіка (на 2000 р.), у 1970-ті роки — бл. 2,6 тис. чоловік.
На території земель сільської громади починає свій шлях річка Раковець (або Раковец) яка далі тече Молдовою і впадає в Прут. По межі гвіздовецьких земель також тече річка Драгіште (Драдиште, Драбіште), яка починається за селом Сербичани і також тече Молдовою. В селі багато дрібненьких річок, навколо села розташовані декілька ставків.

## Історія
Перша письмова згадка про село — 1432 року.

### Прадавня історія місцевості і села
Первісна людина на берегах Дністра та його приток з'явилася у ранньому кам'яному віці — близько 300 тис. років. Подністров'я було досить густо заселене в часи трипільської культури і культури шнурової кераміки (4-5 тис. років тому). Археологічними розкопками виявлено поселення трипільської культури, віком десь 5500-3000 років до н. е., біля Гвіздівців — в урочищі «Гнила Річка».
Рештки двох ранньослов'янських поселень черняхівської культури були знайдені і в Гвіздівцях. Зокрема, одне — в центрі села, а друге — в урочищі Студена Криниця. Вони відносяться до періоду III-V-го сторіч н. е.
За прадавнім сільськім повір'ям, село було засноване людиною на прізвище Гвоздьов, або Гвоздов. Звідки він прибув — не відомо, але саме завдяки йому село і отримало таку назву. При всьому тому, перша письмова згадка про Гвіздівці датується 1432-м роком, коли тогочасний володар цих земель — молдавський воєвода Олександр подарував село боярам Івашку Владиченку (Владичку, Владичкову) та Петру Іордашку.
До речі, у румунській версії статті «Гвіздівці» (Gvăzdăuţi) у «Вікіпедії» зазначено, що імовірно від початку село називалося Ваздауці (Văzdăuţi), а сучасна назва Гвіздівці — це лише «субформа». На румунську сторінку можна перейти на цій самій сторінці, де ліворуч є посилання "іншими мовами. Без сумніву — ці твердження у румунській версії «Вікіпедії» є виключно проявом «ностальгії окупанта» і не мають нічого спільного з історичною правдою. Адже навіть школяру 4-го класу зрозуміло, що якщо село від початку створювалося, як слов'янське поселення (а це було саме так і ні як інакше), відповідно і назва могла бути лише слов'янською.
У 1489 р. князівство Молдова уклало мир з турками, а згодом визнало васальну залежність у 1512 р. До 1538 року завершився процес встановлення повного турецького володарювання на території, що належала Молдовській державі. З того часу Гвіздівці опинилася під владою Туреччини, входили до створеної турками адміністративно-територіальної одиниці, на кшталт повіту — Хотинської райї. Через це, навіть після звільнення від турецького панування, населення цієї території тривалий час називали райками або райлянами.
1771 року в Гвіздівцях налічувалося лише 34 двори. Село тривалий час майже не зростало.

### Давня історія села
За Бухарестським мирним договором 1812 р., укладеним між Туреччиною і Росією, ця територія остаточно була приєднана до Росії. Село увійшло до Секурянської волості Хотинського повіту Бесарабської області, якій згодом — у 1873 р. було надано статус губернії. Адміністративним центром області (а потім і губернії) став Кишинів. До складу волості, разом з Гвіздівцями входили містечко Сокиряни та села Коболчин, Білоусівка казена, Білоусівка приватна (це був такий офіційний адмінрозподіл), Михалків, Ломачинці, Ожев, Раскопинці, Василіуци, Волошків, Окниця, Михалашани, Гринауци, Бирладяни, Ходороуци, Клокушна. Назви зазначено близько до офіційних назв того часу. Гвіздівці називалися «Гвоздоуці» або «Гвоздоуцъ». Така російсько-молдавська назва села зберігалася аж до 1940 року. Сусіднє село Романківці було центром окремої Романкоуцької волості, до якого відносилися інші села.
Після остаточного приєднання до Російської імперії в 1812 році (а фактично — у 1806 році) на території краю встановився мир більш, як на 100 років (до 1917 року), чого не було ні коли ні до того, а ні після того. Населення села помітно збільшується, у тому числі за рахунок переселенців з центральних районів Росії. 1826 року в селі вже було 119 дворів, населення — 387 чоловіків і 335 жінок (всього — 722). За даними на 1859 рік у селі мешкало вже 887 осіб (450 чоловічої статі та 437 — жіночої), налічувалось 160 дворових господарств, функціонувала православна церква. Станом на 1886 рік у населення зросло до 1402 осіб, налічувалось 248 дворових господарства.
Коли була побудована в селі перша церква, поки що не відомо, але відомо, що вона була освячена на честь Архангела Михайла і називалася Архангело-Михайлівською (хоча вона могла бути і не першою). У 1870 році у селі було побудовано нову церкву, яку було освячено на честь Святого Дмитра. Вона стоїть і діє досі. Церкви за царських часів відносилися до Кишинівської єпархії.

### Перша половина XX століття
На початку XX ст. землі у селян залишилося ще менше. 1910 року в Гвіздівцях було 411 господарств, у яких налічувалося 2443 душі. Їм належало лише 1850,8 десятин землі — менше, ніж по 0,8 дес. на душу. Місцевий поміщик володів 750-ма десятинами орної землі і такою ж кількістю лісу.
Після жовтня 1917 р. селяни захопили маєток поміщика Бібері, якій втік за кордон, поділили землю. До речи, цього поміщика селяни рахували не поганим, добрим чоловіком. У січні 1918 р. було проголошено в селі радянську владу. Але наприкінці лютого 1918 р. австро-німецькі війська захопили Гвіздівці. Після розпаду Австро-Угорщини у листопаді 1918 року село загарбала боярська Румунія. Розпочалися кривавий терор, нещадне пограбування, примусові реквізиції. Спалахнуло Хотинське повстання.
8 січня 1919 року селяни, на чолі з М. І. Ткачем, А. М. Швецем, М. П. Кострижем, озброєні сокирами, вилами, косами, напали на жандармів, захопили декілька гвинтівок. Вони перепинали румунські обози з награбованим майном, повертали його населенню. Румуни обстрілювали село з броньовиків, з-під лісу, спалили 25 будинків. Шість чоловік було розстріляно, Костріжа та Швеця засуджено до 10-15 років ув'язнення. Вони відбували покарання у зловісній тюрмі «Дафтана».
Вісімнадцять учасників повстання переправилися через Дністер та увійшли до бригади Г. І. Котовського. В тому числі Марко Шеремет, якій став командиром підрозділу, Г. Ю. Олійник, який воював розвідником дивізіону, Федір Кучерявий служив у бригаді ковалем, а його племінник Яків Кучерявий — рядовим бійцем. Після закінчення Громадянської війни багато селян залишилися жити на лівому березі Дністра.
За часів окупації знову тяжке життя через безземелля. У 1919 році на 2445 жителів села було 1415 десятин землі — менше, ніж по 0,6 десятини на душу. Поміщик Бібер, який повернувся з румунами, володів 70,5 десятинами орної землі, піп — 12-ма, куркулям належало 79,5 десятин. Лише незначна частина селянських дітей могла навчатися у 4-класній школі. Навчання здійснювалося виключно румунською мовою. Під час навчання румунські вчителі щоденно застосовували тілесні покарання за найменші провини. Діти часто через це кидали навчання в школі. Багато дітей залишали школу через те, що мусили допомагати батькам вести господарство.
Тривалий час з початку румунської окупації на території Хотинського повіту діяла гайдамацька група Поліщука і Буди, які зухвало грабували поміщиків, представників румунської влади і євреїв, які прислуговувалися окупантам. Майже все награбоване Поліщук і Буда роздавали селянам. Про них народ складав легенди, та навіть пісню молдовською мовою. Поліщук — колишній унтер-офіцер царської армії, грамотна людина. Йому вдавалося навіть, переодягнувшись у форму румунського генерала, вишукувати перед собою румунських жандармів, які проводили інструктажі селян з піймання гайдамаків, як те було у сусідньому селі Романківці. Буда був неграмотним селянином, але не менш відчайдушним. Владам декілька разів вдавалося заарештовувати гайдамаків, але вони весь час тікали і продовжували свою боротьбу. Неодноразово вони завітали і у Гвіздівці. У гвіздівецькому лісі жандарми навіть влаштували облаву на Поліщука. Але все ж, через деякий час, жандарми у черговий раз піймали Поліщука і щоб позбутись, спровокували йому втечу, та під час цей спроби застрелили. Буда сидів у тюрмі, був звільнений радянськими військами, воював і героїчно загинув на фронті.
Наприкінці 1920-х років у селі створюється комуністична організація з 4-х підпільних груп. Її засновником і беззмінним керівником був С. С. Грушецькій. З 1929 р. він був членом Румунської комуністичної партії. Відважними підпільниками були М. П. Матковський, І. А. Видиш, П. С. Тимчук. Напередодні 1 травня 1932 року Грушецький з товаришами розповсюдив у селах Романківці, Гвіздівці і Клокушна понад 1000 листівок із закликами боротьби з гнітом окупантів. Так само 1 серпня 1932 року. У 1934 році за допомогою агентів жандарми викрили комуністичні осередки в Гвіздівцях та інших селах. У вересні в Чернівцях судили 150 комуністів.
У 1930-му році населення села становило 3023 чол. Мешканців села румунська влада призивала на службу до армії, але зброї їм не довіряли — вони завжди вважали сільчан більшовиками. Гвіздівчани проходили службу денщиками. Також їх використовували на інший господарській службі.
Себе населення Гвіздівців аж до 1944 р. рахувало руськими, хоча розмовляли на місцевому діалекті, основу якого складала українська мова з дуже великою домішкою російських, молдавських слів, та навіть деяких слів з лексикону євреїв, яких було дуже багато в Сокирянах, та які розмовляли на мові їдиш.
Цей гвіздівецький діалект був не дуже відмінним від народної української мови, але відмінність все ж була помітною. Діалект зберігався у селі десь до кінця 60-х років XX-го сторіччя.

### Звільнення села від румунської окупації і Друга світова війна
Все ж, 28 червня 1940 року село радо зустрічало радянських воїнів. На той час у Гвіздівцях проживало 3210 осіб (3201 українець, 6 молдован, 1 росіянин і 2 інших національностей). Селянам на той час належало 2191,89 дес. орної землі і пасовиськ.
2 серпня 1940 р. згідно з законом «Про включення північної частини Буковини, Хотинського, Аккерманського і Ізмаїльського повітів Бессарабії у склад УРСР» село разом з усією Сокирянською волостю увійшло до складу Української РСР. 7 серпня 1940 р. Президія Верховної Ради УРСР видала Указ про створення Чернівецької області і Хотинський повіт та в тому числі Гвіздіці увійшли до складу області. 12 листопада 1940 р. Президія Верховної Ради своїм Указом реформує адміністративно-територіальний устрій звільнених територій. Повіти і волості були ліквідовані і замість них створені райони. Гвіздівці увійшли до Сокирянського району.
Почалася Велика вітчизняна війна. Багато селян з перших днів війни були призвані до Червоної армії та направлені на фронт. Пішов на фронт і вчитель В. С. Копійка. Він героїчно загинув. Сільська рада припинила роботу 4 липня 1941 р. Окупація села німецько-румунськими загарбниками відбулася десь між 4-м та 10-м липня, хоча безпосередньо в самому селі і на його околицях ні яких боїв не було.
Румунськими владами в перші дні окупації після тортур були приговорені до смертної кари П. С. Тимчук, М. П. Матковський та І. А. Видиш. До складу суду входив місцевий піп. Після суду румунські жандарми, які все ж такі були не дуже схильні до застосування смертної кари, відпустили приговорених додому, щоб переодяглися перед розстрілом. Але всі вони з'явилися назад у призначений час, видко побоюючись за родину, та були розстріляні. Заарештували і хотіли розстріляти також комсомольців, але за них вступився інший піп, який не брав участі у суді.
Румуни вивезли всі товари з державних крамниць, у селян позабирали 40 возів, 100 коней, 100 голів великої рогатої худоби, 5 тис. пудів зерна, вимагали здати продовольство, яке селяни зібрали на станції Сокиряни після підриву радянського ешелону. Але здано було дуже мало. Окупанти також знищили сільську бібліотеку.
Бойові дії в районі села в часи війни практично не відбувалися.
У березні 1944 р. війська 2-го Українського фронту під командуванням генерала армії Конєва І. С. (який тільки прийняв командування фронтом після загибелі генерала армії Ватутіна М. Ф.), у взаємодії з військами 1-го Українського фронту (під командуванням маршала Жукова Г. К.), провели одну з найважчих військових операцій цієї війни — Умансько-Ботошанську наступальну операцію. Війська 2-го Українського фронту розгромили німецьку 8-му армію и частину сил 6-ї танкової армії, розсікли полосу оборони німецької групи армій «Південь», звільнили значну частину Правобережної України і Молдавської РСР, увійшли на територію Румунії.
Радянська 40-ва армія під командуванням генерал-лейтенанта Ф. Ф. Жмаченка, отримала наказ, рухаючись вздовж Дністра, відрізати шлях до відступу 1-ї танковій армії німців.
Саме при цьому 25 березня 1944 р. було визволено Гвіздівці. Передова частина 681-го гвардійського стрілецького полку гвардії майора Білаонова П.С. входила в село колонами по всіх вулицях з боку молдовського села Клокушна. Полк на той час, відносився до 133-ї стрілецької дивізії, якою командував полковник Бєлодєд В. І.
Звільненню села передували важкі бої. Полк Білаонова П. С. у ніч на 24 березня 1944 року, переслідуючи супротивника під сильним артилерійським і мінометним вогнем, без технічних засобів форсування, на своїх підручних матеріалах, першим з полків 40-ї армії форсував Дністер одночасно в двох місцях — в районі села Липчани Могилів-Подільського району і в районі села Василівка (Василівці) Сокирянського району. Протягом доби бійці Білаонова утримували плацдарм на правому березі річки в районі Липчан, а в районі Василівки майже відразу захопили Василівку, с. Ожеве, далі через с. Коболчин, напевне через станцію Сокиряни, пройшли до молдовського с. Клокушна і через нього в Гвіздівці. Під час запеклих боїв в районі Липчан (з постійно контратакуючим супротивником), і в Сокирянському районі бійці полку знищили батальйон вражої піхоти (до 400 чоловік), взяли у полон 150 солдатів и офіцерів, захопили 3 танки, 150 коней, знищили 60 автомашин з набоями озброєнням. При цьому, полк Білаонова не втратив жодного солдата. Слідом за полком Білаонова Дністер форсували ще деякі частини дивізії.
Не дивно, що саме за цю частину операції (за захоплення та утримання плацдарму і в тому числі за звільнення Гвіздівців) майор Білаонов П. С. був нагороджений орденом Леніна і йому присвоєно звання Героя Радянського Союзу.
Входячи в село, радянські воїни відразу разом гримнули «Розпрягайте хлопці коні!». Вони були обірвані, вкриті пилом доріг та пороховим гаром, обмотані бинтами, але дуже веселі. Гвіздівчани з великою радістю зустрічали радянські війська. Частина зупинилася в селі на ночлег. Всю ніч йшла гулянка селян з вояками. Бійців годували всім, що мали, у тому числі ще тими макаронами, які зібрали біля підірваного ешелону на початку війни. Лилася річкою горілка, до ранку не затихала стрілянина: стріляти у повітря бійці давали навіть дітям. Ранком ця частина пішла далі. 25 березня 1945 р. про звільнення села навіть було об'явлено на весь Радянський Союз (та можна рахувати, що і на весь світ) у радіозведенні Радінформбюро.
Білаонов Павло Семенович після війни продовжив службу в Радянській Армії, з 1980 р. звільнився на пенсію і проживав у Києві, помер 28 травня 1996 року, похований на Лук'янівському цвинтарі.
В подальшому мешканці села підвозили військам боєприпаси, продовольство, постачали продукти госпіталям. Ще багато гвіздівчан були призвані на фронт. Значну кількість з них надіслали у склад козацьких частин і майже без підготовки кинули у бій. Всього на фронтах воювали 173 мешканця села. Понад 90 з них загинуло. Серед фронтовиків є учасники оборони Ленінграда, Сталінграда, визволителі Варшави, Праги, ті хто штурмував Кенігсберг та Берлін.

### Друга половина XX-го століття
20 березня 1946 року в селі було створено перший колгосп ім. 1-го Травня. Головою артілі обрали Я. О. Швеця. До складу правління увійшли П. В. Голяк, Г. Ю. Олійник, М. В. Пиживський, М. А. Кучерявий. На початку квітня 1946 року було відновлено роботу сільської ради, але вибори в місцеві ради у області і в селі вперше після війни відбулися лише 21 грудня 1947 р.
13 серпня 1947 р. було створено 2-й колгосп — імені Г. І. Котовського, який очолив І. О. Барчук. Колективізацію в селі було завершено у 1948 році. 13 серпня 1950 року колгоспи об'єдналися у єдиний колгосп ім. Котовського, який згодом мав 2485 га землі (1797 га орної, 179 га пасовиськ, 60 га садів, 6 га виноградників, 6 га шовковиці). Село славилося своїми кавунами.
Багато мешканців села виїхали на освоєння цілинних земель, працювали на шахтах Донбасу. Досить велика кількість залишилися проживати в інших містах і селах по всьому Радянському Союзу.
У 1967 р. у Гвіздівцях було 20 тракторів, 11 автомашин, 12 комбайнів, електростанція на 60 кВт. Ще раніше в селі було відкрите поштове відділення, згодом відділення ощадної каси. Надалі село продовжувало розбудовуватися. В селі замість фельдшерсько-акушерського пункту відкрили невеличку лікарню, дитячий садок, побудували нову велику школу, нові будівлі сільської ради і адміністрації колгоспу, сільського клубу. Колгосп перебудував ферму великої рогатої худоби, довівши її до сучаснішого рівня.
У 60 роках XX століття територія Сокирянщини, у тому числі Гвіздівці, входила до складу Кельменецького району. В середині 60-х років Сокирянський район відновлено в попередніх адміністративних межах.
Гвіздівці — одне з не багатьох сіл Сокирянщини, у якому ніколи не закривали церкву.
Станом на 1969 рік, у селі проживало вже 2595 чол. Надалі населення лише зростало аж до початку 1990-х років.

### За часів незалежності
З 1991 року село стало прикордонним, адже воно впритул граничить з молдовським селом Клокушна. На краю села спочатку було встановлено спільний пост прикордонників і міліції, а згодом прикордонно-митний пост, у самому селі розташувалася прикордонна застава.
Внаслідок розпаду СРСР і відповідного занепаду економіки, внаслідок погіршення медичного обслуговування, зниження якості продуктів споживання, різко погіршився життєвий рівень народу. Через те в Гвіздівцях, як і по всій Україні, суттєво зменшилася народжуваність і так само суттєво зросла смертність. Це досить наглядно було видко по сільському цвинтареві, на якому за перші 35-40 років його використання (до 1992 року) було ледве заповнено половину території. Але другу половину заповнили менш ніж за 20 років, рахуючи з 1992 року.
До того ж, багато людей, що втратили роботу внаслідок поступового розвалу колгоспу і виробничих підприємств Сокирянщини, виїхали на заробітки, або просто на постійне мешкання в Росію та у дальнє зарубіжжя, звідки через різні причини не повернулися.
На початку 1990-х років, силами вмираючого колгоспу в селі було заасфальтовано (хоча і не повністю) 2 центральних вулиці. У 2001 році силами обласної і районної адміністрації було збудовано нову дорогу до райцентру Сокиряни (через лісові масиви «Березина» і «Високий ліс»). На жаль, ця дорога теж не кращої якості, ніж ті, що були і раніше. Але вона надала можливість добиратися до райцентру набагато швидше і простіше: до того приходилося або долати значний гак через Романківці, або їхати через молдавську Клокушну, проходячі контроль на 4-х митно-прикордонних постах.
На місті колгоспу в селі виникло приватне дочірнє сільськогосподарське підприємство "Агрофірма «Гвіздівці» та сімейні приватні сільські господарства. Завдяки ДСП село було частково газифіковане, що значно полегшило життя значній частині селян.
День села — 25 серпня. Цього дня на сільському стадіоні проводяться урочисті заходи, концерти, масові гуляння. Майже завжди святкується день звільнення села від нацистських загарбників. Урочисті заходи проводяться на День Перемоги.
Храмове свято — 8 листопада.
В період 1940-41 років і згодом у період з 1944 року до 2019 року село входило до складу Сокирянського району (за винятком пари років у 60-х роках ХХ-го століття). В кінці грудня 2019 року, в ході загальноукраїнської адміністративної реформи, Сокирянський район був ліквідований, а всі його населені пункти увійшли до складу Дністровського району Чернівецької області. Гвіздівці увійшли до складу об'єднаної територіальної громади (скорочено — ОТГ) з центром у місті Сокиряни. Гвіздівецька сільська рада з кінця грудня 2019 року також припинила своє існування, її повноваження перейшли до Сокирянської міської ради. Село в складі ОТГ є, так званим, старостинським округом, на чолі якого стоїть староста, призначений міською радою. Обрання старости населенням села українським законодавством не передбачене.

## Відомі люди
- Ведеш Василь (рум. Vasile Vedeș) — румунський художник українського походження, який народився 5 січня 1915 р. в селі Гвіздівці. Родове прізвище — Видиш. Закінчив Бухарестський інститут ім. Григореску. Викладав малювання у школах м. Галац. Василь Ведеш — автор портретів, композицій, барельєфів. З 1949 р. — учасник виставок в Яссах, Плоєштах, Констанці, Галаці.[3].
- Мафтуляк Михайло Васильович.- (* 4 вересня 1934 року. — Композитор. Заслужений працівник культури України.
- Костриж Віктор Семенович — український диригент.
- Відаш Лідія — українська співачка.
- Снігур Антоніна Василівна — українська поетеса.
- Бучко Володимир Михайлович — видатний радянський і український залізничник,
- Гангал Ігор Іванович — видатний український військовий судинний хірург.
- Бойко Іван Васильович.- (* 14 квітня 1950 року. — Народний депутат України 1-го скликання.
- Каськів Владислав — український політик, Народний депутат України.
- Мартинюк Микола Васильович- Почесний залізничник. Кавалер ордену Леніна.

Повний перелік гвіздівчан, які відзначилися в його історії та видатних вихідців з села наявний у відповідному розділі Книги пам'яті села Гвіздівці [Архівовано 9 квітня 2022 у Wayback Machine.] на сайті «Гвіздівці» [Архівовано 18 квітня 2021 у Wayback Machine.]. У Книзі пам'яті на сайті також можна ознайомитися зі списками гвіздівчан — учасників бойових дій від давніх часів до періоду військових дій в Афганістані, зі списками селян, що померли під час Голодомору 1946-47 років і з списками репресованих.
- Москучук Віктор Михайлович (1980—2022) — капітан Збройних сил України, учасник російсько-української війни.